# Wrocieryż
Wrocieryż – wieś w Polsce położona w województwie świętokrzyskim, w powiecie pińczowskim, w gminie Michałów. Przez Wrocieryż przepływa rzeka Mierzawa.

## Części wsi
| SIMC    | Nazwa  | Rodzaj    |
| ------- | ------ | --------- |
| 0250932 | Byczów | część wsi |
| 0250949 | Lelów  | część wsi |

## Pochodzenie nazwy
Nazwa wsi pochodzi od staropolskiego imienia Wrocisław, do którego dodana została końcówka "-ryż". Nazwa pierwszy raz została wymieniona w roku 1787.

## Historia[7]
Początki miejscowości sięgają XIII wieku, gdy w 1239 roku Sando syn Dobiesława z rodu Odrowążów nadaje wieś Vrocisir klasztorowi mogilskiemu wraz z jeziorem Dobrowoda. Miejscowość Dobrowoda została do 1394 wchłonięta przez Wrocieryż (wzmiankowany enigmatycznie jako zniemczone Frezeser i Truckzefir). W 1326 roku istniał w Wrocirzirzu kościół i parafia. W 1422 roku wieś staje się własnością biskupstwa lubuskiego. Pierwszy wybudowany tu kościół stał do 1448 roku.  
W połowie XV wieku został  wybudowano nowy kościół z modrzewiowego drzewa. Ten kościół był zapewne bardzo solidnie wybudowany, skoro stał we wsi do 1801 roku.
W 1494 roku biskup lubuski sprzedaje wieś zakonowi bożogrobców z Miechowa za 600 grzywien. 
Na początku XVII wieku pojawił się w parafii cudowny obraz. W 1774 roku umieszczono go w nowym ołtarzu kościelnym. Niedługo później 14 V 1774 roku, podczas burzy piorun uderzywszy w kościół spowodował uszkodzenie obrazu.
Wieś doznała licznych klęsk w swojej historii. Miejscowy kościół modrzewiowy został zniszczony podczas powstania kościuszkowskiego. Nowy kościół wybudowany w 1801 roku został częściowo zniszczony podczas pożaru w 1810 roku. Przy kościele istniał szpital dla ubogich  starców. W 1917 roku spaliła się plebania. 
W lipcu 1943 roku trzy osoby z pochodzącej z Tura rodziny Genzlów zostały zamordowane w Wolicy przez oddział żandarmerii. Ich szczątki spoczywają na cmentarzu parafialnym we Wrocieryżu. 
Na tym samym cmentarzu, w osobnej mogile, pochowany został Jan Mitręga ps. "Dziki". Był on oficerem Batalionów Chłopskich i komendantem Państwowego Korpusu Bezpieczeństwa, który zginął przypadkowo zastrzelony przez patrol partyzancki w nocy 9 VI 1944 roku w okolicach Wrocieryża.
W latach 1975–1998 miejscowość administracyjnie należała do województwa kieleckiego.

## Zabytki
Kościół parafialny pw. św. Marcina B.W., wzniesiony w 1801 r., wpisany do rejestru zabytków nieruchomych (nr rej.: 231 z 2.10.1956 oraz 371 z 21.06.1967).
Świątynia została konsekrowana w 1882 r. przez bpa Tomasza Nowińskiego, byłego prepozyta generalnego bożogrobców miechowskich. 
Kościół posiada trzy nawy i prostokątne prezbiterium. Ołtarz główny i oba boczne o tradycjach barokowych pochodzą z początku XIX w.
W 1620 r. ks. Wojciech Kaszowski sprowadził tu z dalekiej Rusi obraz Matki Bożej z Dzieciatkiem, czczony jako cudowny. Wizerunek Maryi, mimo wielu burz dziejowych, zachował się i dziś można go podziwiać w głównym ołtarzu kościoła.
Odpust parafialny obchodzony jest 11 listopada, kiedy to przypada liturgiczne wspomnienie patrona parafii św. Marcina. Uroczystość ta połączona jest zazwyczaj z obchodzonym w tym samym dniu przez mieszkańców i władze Gminy Michałów Narodowym Świętem Niepodległości.